# Ardenno
Ardenno ist eine norditalienische Gemeinde (comune)   in der Provinz Sondrio in der Lombardei.

## Lage und Einwohner
Die Gemeinde liegt 18 Kilometer westlich von der Provinzhauptstadt Sondrio an der Adda. Zur 3217 Einwohner (Stand 31. Dezember 2023) zählenden Gemeinde gehören die Fraktionen Biolo, Erbolo, Gaggio, Masino, Motta, Piazzalunga, Pilasco, Pioda, San Giuseppe, San Rocco und Scheneno.
Die Nachbargemeinden sind Buglio in Monte, Civo, Dazio, Forcola, Talamona und Val Masino.

### Verkehrsanbindung
Ardenno liegt an der Strada Statale 38 dello Stelvio die von Piantedo nach Bozen führt. Der Bahnhof der Gemeinde befindet sich im Ortsteil Masino an der Veltlinbahn, die Ardenno mit Lecco und Tirano verbindet. Zusätzlich gibt es in Ardenno drei Bushaltestellen, die täglich von den Verkehrsbetrieben Sondrio angefahren werden.

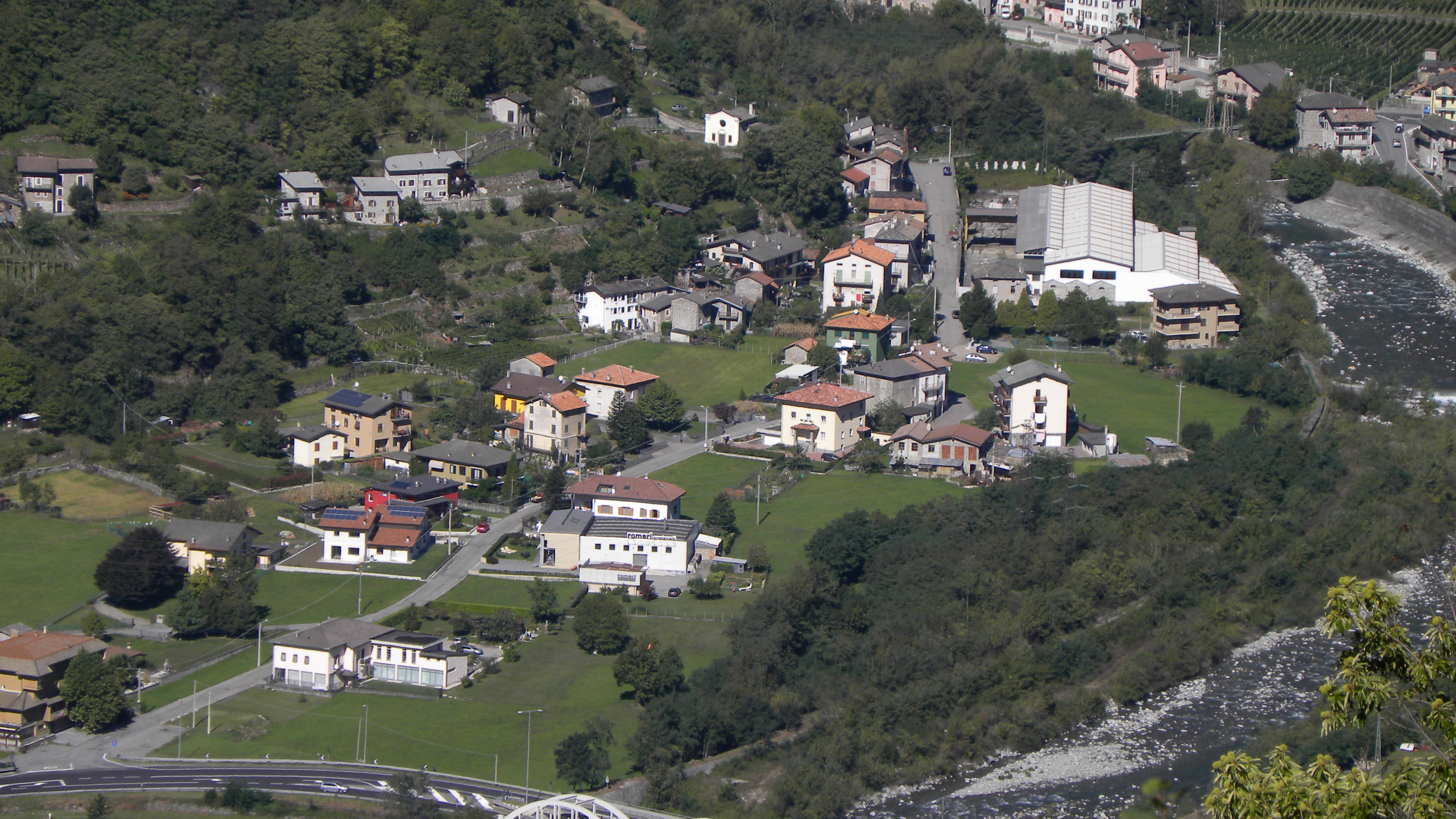
Ardenno, Fraktion Pilasco

## Persönlichkeiten
- Familie Ligari[2]
  - Gian Pietro Giacomo Francesco Ligari (* 18. Februar 1686 in Ardenno; † 6. April 1752 in Sondrio), Maler, Zeichner, Kupferstecher, Architekt, Orgelbauer, Uhrenbauer, Musiker und Verfasser[3][4]
  - Vittoria Ligari (* 14. Februar 1713 in Mailand; † 9. Dezember 1783 in Sondrio), Tochter von Gian Pietro, Malerin[5][6]
  - Cesare Ligari (* 28. April 1716 in Mailand; † 12. April 1770 in Como) (Bürgerort Sondrio), Sohn von Gian Pietro Maler[7][8]